# فرانسیس اولدهم کلسی
فرانسیس کیتلین اولدهم کلسی، (۲۴ ژوئیه ۱۹۱۴–۷ اوت ۲۰۱۵) داروساز و پزشک کانادایی-آمریکایی بود. وی بازبینگر سازمان غذا و داروی ایالات متحده (FDA) می‌بود که از پروانهٔ پخش تالیدومید در بازار پیشگیری کرد زیرا از ایمنی دارو اطمینان نداشت. نگرانی‌های وی هنگامی ثابت شد که تالیدومید باعث نقص جدی هنگام تولد شد. پیامد کارهای وی با تصویب قوانینی که نظارت بر FDA بر داروهای دارویی را تقویت می‌کند، تلاقی داشت. کلسی دومین زنی بود که رئیس‌جمهور جان اف کندی نشان ریاست جمهوری را برای خدمات غیرنظامی فدرال برجسته به او اعطا کرد.

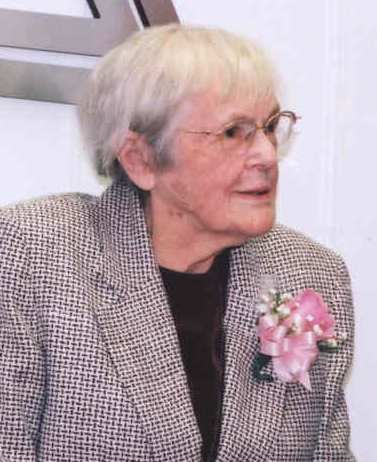
کلسی (سن ۸۷ سالگی) در پذیرش گرامیداشت خود در سالن مشاهیر ملی زنان

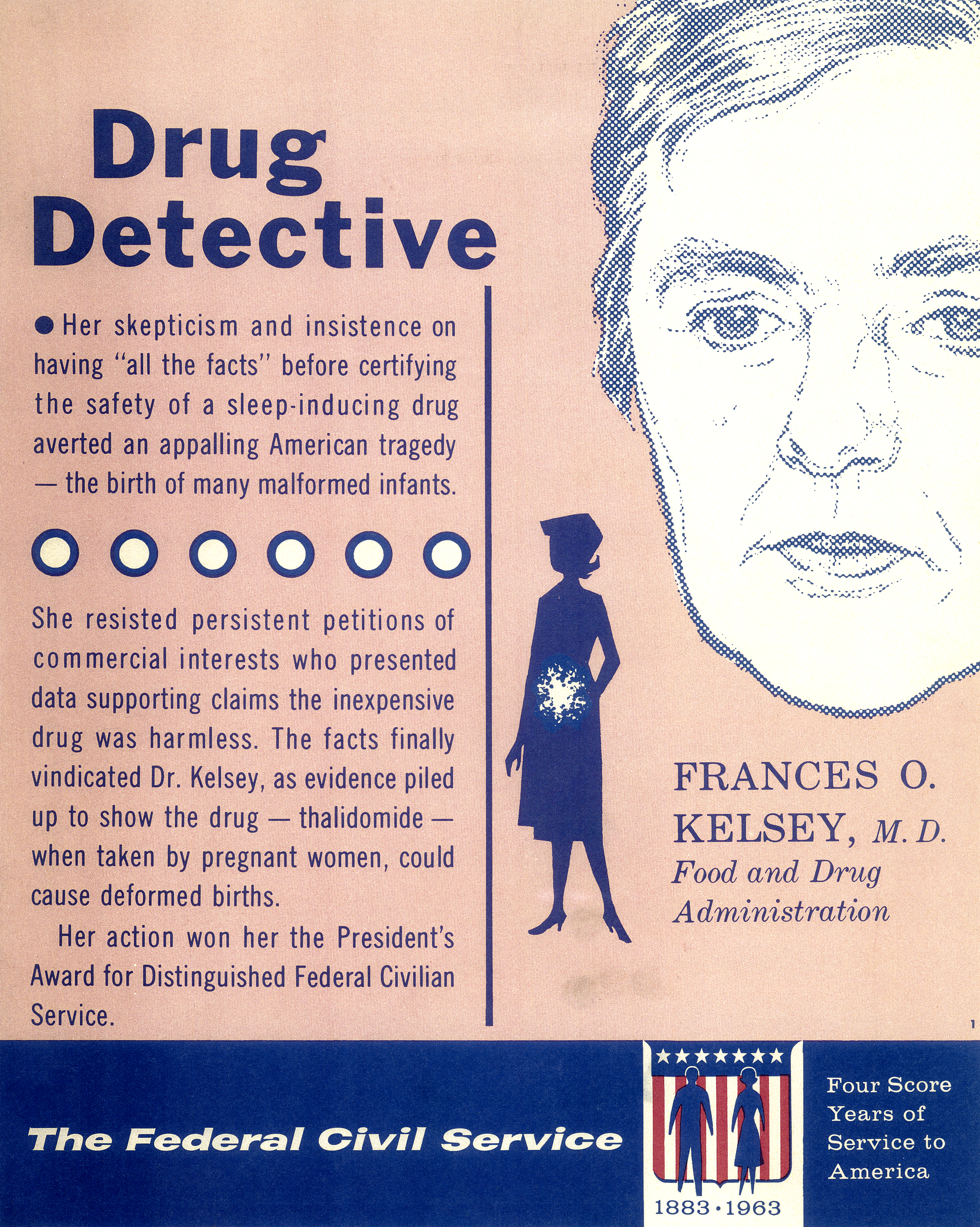
«کارآگاه دارو»

- ۱۹۶۲ • جایزه رئیس‌جمهور برای خدمات غیرنظامی برجسته فدرال[۳]
- ۱۹۶۳ • جایزه کلید طلایی از دانشگاه شیکاگو، انجمن فارغ التحصیلان علوم پزشکی و زیست‌شناسی[۴]
- ۲۰۰۰ • مشاهیر ملی زنان[۵]
- ۲۰۰۱ • مربی مجازی برای انجمن پزشکی آمریکا[۶]
- ۲۰۰۶ • جایزه Foremother از مرکز ملی تحقیقات بهداشت[۷]
- ۲۰۱۰ • دریافت کننده اولین جایزه دکتر فرانسیس ا. کلسی برای تعالی و شجاعت در حمایت از سلامت عمومی اعطا شده توسط FDA[۸]
- ۲۰۱۲ • دکتر افتخاری درجه علمی از دانشگاه جزیره ونکوور[۹]
- ۲۰۱۵ • نشان ملی کانادا[۱۰]